# Aphthonoides besucheti
Aphthonoides besucheti es un insecto coleóptero de la familia Chrysomelidae.
Fue descrita científicamente por primera vez en 1991 por Doberl.